# Parfumeur

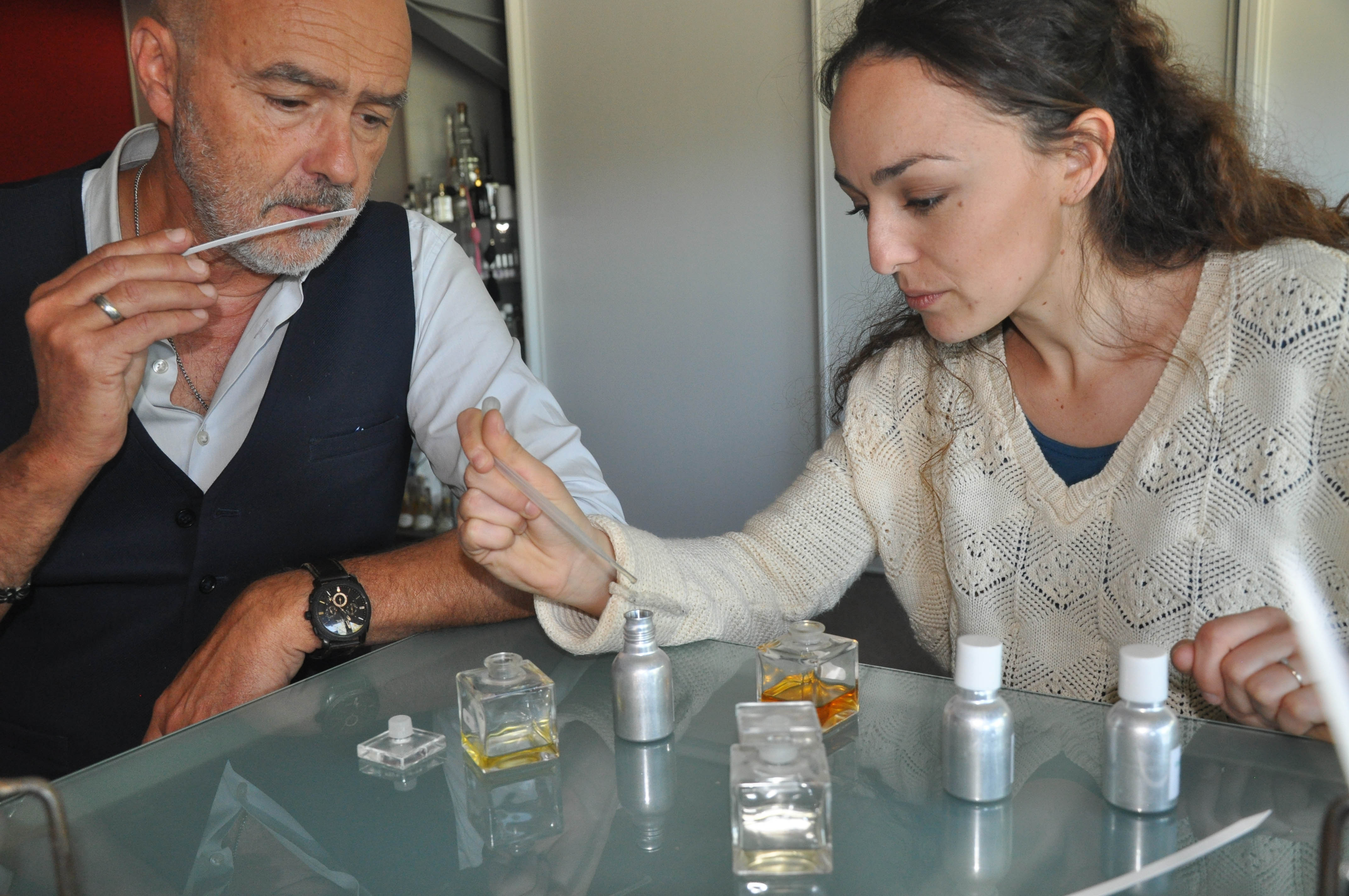
Des nez au travail.

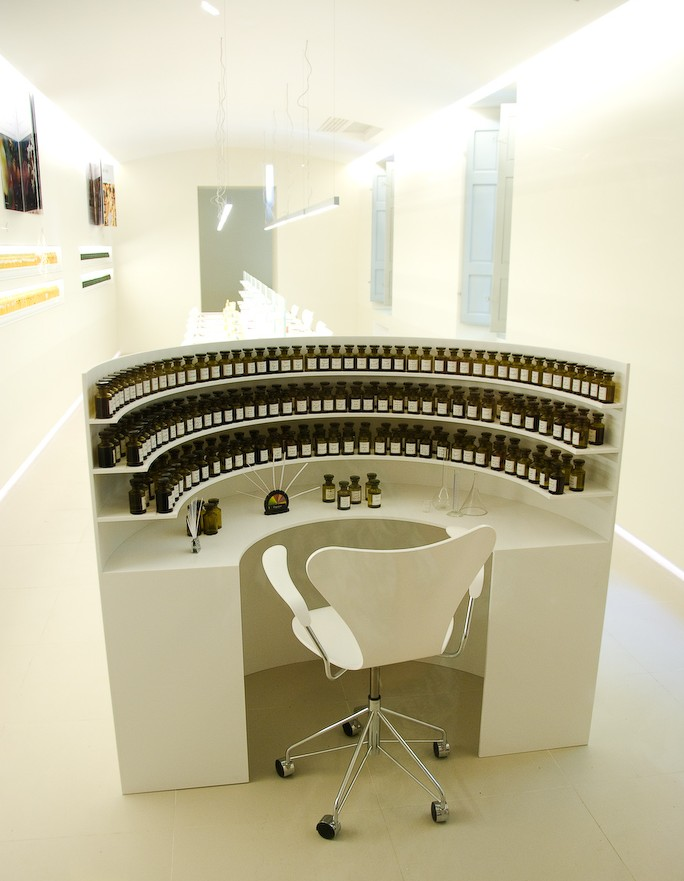
Un orgue à parfums utilisé par le parfumeur.

Le nom masculin parfumeur renvoie principalement :
- à la personne qui met au point un parfum, c'est-à-dire à un parfumeur-créateur, appelée également « compositeur » ;
- à la « maison de parfum » qui crée des fragrances ;
- à la chaîne de distribution ou groupe de marques de parfums.

Le compositeur de parfums peut être qualifié de « nez » pour être distingué des autres acceptions. Toutefois, un œnologue est également un nez ; de même, toute personne travaillant à l'aide de son odorat peut être qualifiée ainsi.

## Histoire
Les premiers parfums étaient principalement à base d'encens et servaient aussi bien dans les lieux de culte que comme désodorisant domestique dans les maisons patriciennes. La route de l'encens est connue depuis la plus Haute Antiquité et sert de point d'échange entre l'Occident et l'Orient. Le vinaigre sert très tôt de fixatif, ajouté aux fleurs.
Au Moyen Âge, la distillation se développe mais bute sur le problème de la conservation. Les parfums sont réputés pour leurs vertus médicinales censées combattre, selon la théorie des miasmes, les émanations malsaines : ils sont alors fabriqués par un apothicaire. En France, à cette époque, c'est dans les locaux de la faculté de médecine de Montpellier, la plus ancienne du monde occidental, que sont produites les premières distillations : Arnaud de Villeneuve, vers 1290, après un séjour à Cordoue, fait connaître l'essence de térébenthine et l'eau-de-vie. 
La plus ancienne officine européenne encore en activité est à Florence, l'Officina Profumo-Farmaceutica di Santa Maria Novella (1612). 
Les gantiers ayant appris la méthode orientale de purger les peaux dans des bains de senteurs, les gantiers parfumeurs concurrencent progressivement l’apothicaire surtout à partir du XVIe siècle lorsque Catherine de Médicis introduit en France la mode italienne des gants parfumés. En 1709, l'Italien Jean Marie Farina installé en Allemagne, invente l'eau de Cologne.
En France, la communauté des maîtres gantiers parfumeurs est régie par la règle des corporations, ses premiers statuts remontant à 1190, statuts rajeunis en mai 1656 et proscrite en 1791 à la Révolution française par la Loi Le Chapelier, voyant ainsi fleurir des maisons de parfumeurs comme Jean-François Houbigant, L.T. Piver, Lubin, Jean Marie Joseph Farina, Bully, Guerlain. 
De nombreux parfumeurs français se forment à Grasse, dès 1770.
À partir du milieu du XIXe siècle, avec l'apparition de la chimie et l'industrialisation de la parfumerie, se développent les premiers parfums de synthèse avec L.T. Piver, par exemple. En effet, dès la fin du XIXe siècle, le parfumeur est associé au chimiste, à l'industriel, voire au couturier ou à l'artiste. 
La première maison de parfum de taille internationale fut créée par François Coty en 1904, mais des maisons aujourd'hui disparues le précédèrent comme Delettrez (dès 1890) et Violet (dès 1900) sur le marché français.
Dans les années 1970-80, certaines maisons de parfums sont peu à peu rachetées par de grands groupes cosmétiques ou de luxe, qui travaillent avec des nez et des producteurs de senteurs.

## Structure de travail

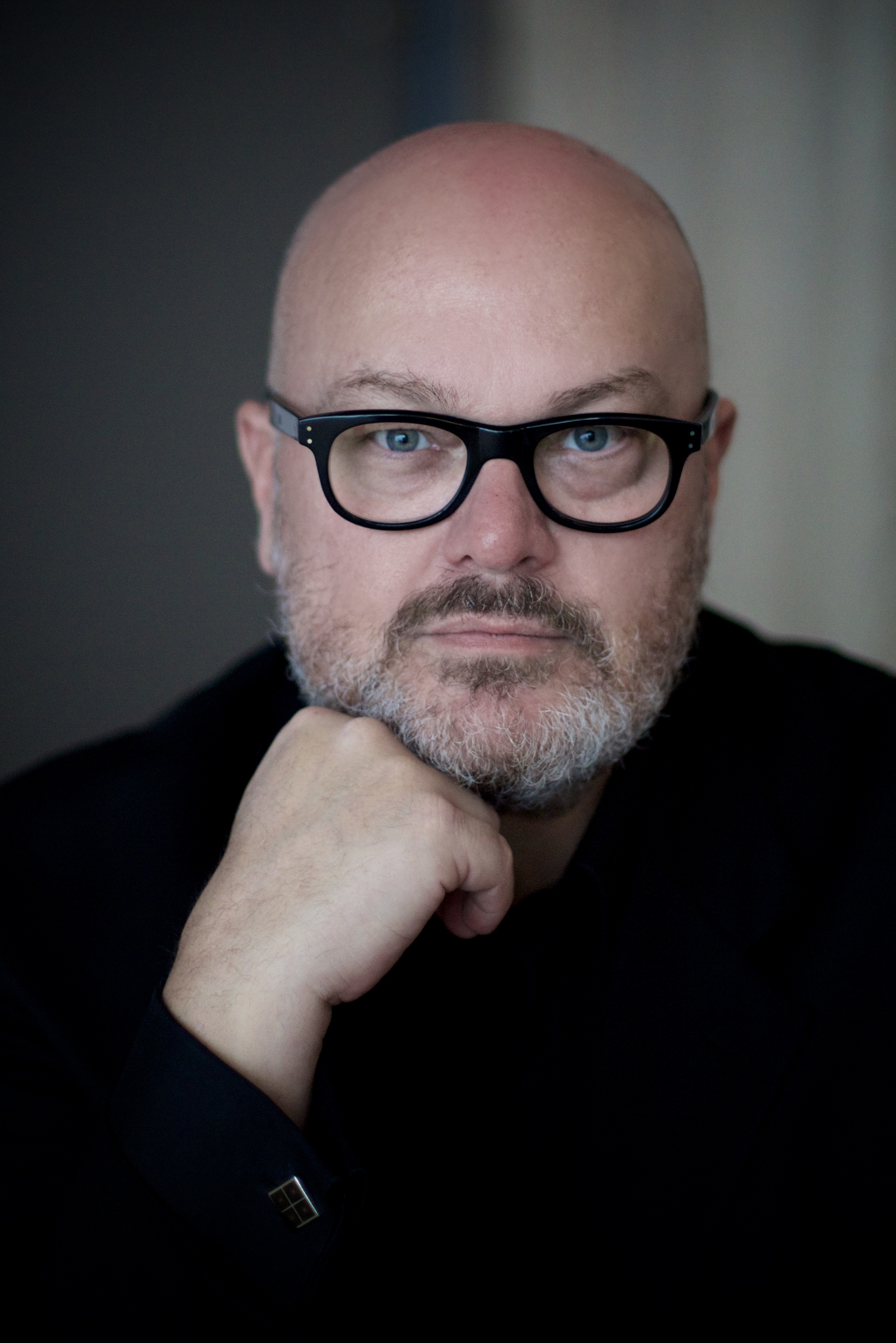
Portrait de Jean-Michel Duriez, célèbre parfumeur-créateur français

Les parfumeurs-créateurs travaillent le plus souvent auprès de sociétés de matières premières telles Firmenich, IFF, Givaudan, Takasago, Symrise, Robertet, Payan et Bertrand, Sozio, Parfumeurs Créateurs Associés (PCA)… 
Certains parfumeurs travaillent exclusivement pour une marque de parfums. On peut citer : Thierry Wasser chez Guerlain, François Demachy et Francis Kurkdjian chez Parfums Christian Dior, Mathilde Laurent chez Cartier, Jacques Cavallier chez Louis Vuitton, Christine Nagel chez Hermès, Jacques Polge, Olivier Polge et Christopher Sheldrake chez Chanel, Jean-Michel Duriez chez Rochas, Serge Lutens chez Shiseido,Thomas Fontaine chez Jean Patou, Jean-François Latty chez Téo Cabanel, Isabelle Doyen et Camille Goutal chez Annick Goutal…
D'autres parfumeurs travaillent, eux, de manière indépendante pour différentes marques sans être rattachés exclusivement à une société de matières premières comme : Olivia Giacobetti, Karine Chevallier, Isabelle Burdel, Sylvie Jourdet, Sandrine Videault, Michel Roudnitska, Randa Hammami...
D'autres enfin créent des fragrances pour une marque indépendante qu'ils ont créée : Ineke Rühland, Andy Tauer, Marc-Antoine Corticchiato, Pierre Guillaume, Mona di Orio, Lynne Péan, Patricia de Nicolai, Guy Bouchara, Morgan Dhorme...

## Premiers parfumeurs célèbres
Parmi les parfumeurs les plus célèbres, on peut citer :
- Jean Marie Farina (1685-1766), le parfumeur qui donna naissance à la fameuse Eau de Cologne ;
- Jean-Louis Fargeon (1748-1806), célèbre parfumeur, descendant d'une lignée, originaire de Montpellier ;
- Jean-François Houbigant (1752-1807) qui ouvre boutique en 1775 au 19 de la Rue du Faubourg-Saint-Honoré ;
- Pierre-François Lubin (1774-1853), créateur de L'Eau de Toilette, installé à partir de 1798 au 53 rue Sainte Anne à Paris (alors nommée rue Helvétius), à l'enseigne « au Bouquet de Roses » ;
- Alfred d'Orsay

Au XXe siècle :
- Ernest Beaux (créateur du No 5 de Chanel) ;
- François Coty (1874-1934), Chypre ;
- Henri Alméras (1892-1965) est surtout connu pour avoir créé plusieurs parfums pour Patou, parmi lesquels Amour Amour et Joy[4],[5],[6].
- Ernest Daltroff (1867-1941), Pour un homme ;
- Germaine Cellier (Vent Vert, Bandit) ;
- Edmond Roudnitska (Eau sauvage, Diorissimo, Femme de Rochas) ;
- Jean-Paul Guerlain (Habit Rouge, Guerlinade, Nahéma, Chamade, et Samsara).

## Grands groupes
- Estée Lauder Inc. : parfums Estée Lauder, Clinique, Donna Karan, Michael Kors, Tom Ford
- Coty : Gucci, Chloé, Hugo Boss, Miu Miu, Marc Jacobs
- Inter Parfums : parfums Lanvin, Montblanc, Jimmy Choo, Rochas...
- L'Oréal : parfums Giorgio Armani, Lancôme, Cacharel, Ralph Lauren, Yves Saint Laurent, Diesel, Prada
- LVMH : parfums Dior, Givenchy, Kenzo, Guerlain
- groupe Puig : parfums Nina Ricci, Carolina Herrera, Paco Rabanne, Comme des garçons
- Shiseido Company, Limited : Issey Miyake, Dolce & Gabbana, Serge Lutens, Narciso Rodriguez
- Richemont : Cartier